# روث غيمل
روث غيمل (بالإنجليزية: Ruth Gemmell)‏ هي ممثلة بريطانية، ولدت في 2 يناير 1967 في دارلينغتون في المملكة المتحدة.

## وصلات خارجية
- روث غيمل على موقع IMDb (الإنجليزية)
- روث غيمل على موقع ميوزك برينز (الإنجليزية)
- روث غيمل على موقع قاعدة بيانات الفيلم (الإنجليزية)
- روث غيمل على موقع كينوبويسك (الروسية)